# Phi kim

Bảng tuần hoàn.

Trong hóa học, phi kim là một nhóm nguyên tố hóa học mà tính kim loại của những nguyên tố này không chiếm ưu thế. Ở điều kiện tiêu chuẩn (298 K và 1 bar), trạng thái vật chất của phi kim đa dạng, từ khí không màu (như hydro) đến chất rắn ánh kim có nhiệt độ nóng chảy cao (như bor). Các electron trong phi kim hoạt động khác với các electron trong kim loại. Trừ một số ngoại lệ, thông thường, các electron của phi kim được cố định tại chỗ, do đó phi kim có tính dẫn nhiệt và dẫn điện kém và các phi kim ở trạng thái rắn thường giòn hoặc vỡ vụn. Còn electron trong kim loại nói chung chuyển động tự do và đây là lý do vì sao mà kim loại là chất dẫn điện tốt và hầu hết kim loại có thể dễ dàng kéo sợi. Các nguyên tử phi kim có độ âm điện từ trung bình đến cao; chúng có xu hướng nhận electron trong các phản ứng hóa học và tạo thành các hợp chất có tính acid.
Hai phi kim, hydro và heli, chiếm khoảng 99% vật chất thông thường trong vũ trụ quan sát được (tính theo khối lượng). Vỏ Trái Đất, khí quyển Trái Đất, đại dương và sinh quyển được cấu tạo phần lớn từ năm nguyên tố phi kim gồm hydro, carbon, nitơ, oxy và silic.
Hầu hết các phi kim có vai trò trong sinh học, công nghệ hoặc ngành nông nghiệp. Các sinh vật sống được cấu tạo gần như hoàn toàn từ các phi kim hydro, oxy, carbon và nitơ. Gần như tất cả các phi kim đều có những ứng dụng riêng trong y học và dược phẩm; laser và ánh sáng; đồ gia dụng trong gia đình.
Thuật ngữ phi kim loại (non-metallic) có từ ít nhất là năm 1566, cho đến nay chưa có định nghĩa chính xác nào được thống nhất rộng rãi về phi kim. Một số nguyên tố có sự pha trộn rõ rệt của tính chất kim loại và phi kim; các nguyên tố nằm giữa ranh giới phi kim–kim loại có thể xếp vào các nhóm khác nhau tùy thuộc vào tiêu chí phân loại. Có 14 nguyên tố luôn được công nhận là phi kim và có 9 nguyên tố nữa có thể xếp vào phi kim hay kim loại tùy thuộc vào tiêu chí xếp loại của bảng tuần hoàn.

## Định nghĩa
Phi kim là một nguyên tố hóa học có khối lượng riêng tương đối thấp và độ âm điện từ trung bình đến cao. Nhìn chung, các nguyên tố này không có hoặc ít tính chất của một kim loại hơn như ánh kim, khả năng uốn dẻo kéo sợi, dẫn nhiệt và điện tốt, và độ âm điện thấp. Vì không có định nghĩa chặt chẽ về phi kim nên có thể gặp nhiều biến thể phân loại các nguyên tố là phi kim hay kim loại, phụ thuộc vào tính chất của nguyên tố và quan điểm tính chất đó được coi là biểu hiện của tính chất phi kim hoặc kim loại.
Năm 2020, mặc dù Steudel đã công nhận 23 nguyên tố là phi kim, nhưng vẫn còn nhiều quan điểm gây tranh cãi. 14 chất được chấp nhận một cách rộng rãi gồm hydro, oxy, nitơ, lưu huỳnh; các halogen như fluor, chlor, brom và iod; khí hiếm như heli, neon, argon, krypton, xenon và radon; (Larrañaga và cộng sự).  Các tác giả này công nhận carbon, phosphor và seleni là phi kim, tuy nhiên Vernon trước đó cho rằng ba nguyên tố này được tính là nguyên tố á kim. Các nguyên tố thường được công nhận là á kim gồm bor, silic, germani, arsenic, antimon và teluri do các tiêu chí được sử dụng để phân biệt giữa kim loại và phi kim không đủ để đưa đi đến kết luận. Dưới góc nhìn theo tính chất hóa học, các nguyên tố á kim nêu trên được xếp vào nguyên tố phi kim. 
Trong số 118 nguyên tố đã biết, chỉ có 23 nguyên tố có thể được coi là phi kim. Astatin, halogen thứ năm, thường bị bỏ qua do tính hiếm và tính phóng xạ mạnh; Bằng chứng lý thuyết gián tiếp và bằng chứng thực nghiệm cho thấy astatin là một kim loại. Các nguyên tố siêu nặng như copernici (Z = 112) và oganesson (118) có thể là phi kim; nhưng quan điểm này chưa được xác nhận.

## Tính chất chung

### Tính chất vật lý
Khoảng một nửa số nguyên tố phi kim là khí có màu hoặc không màu; phần còn lại phần lớn là chất rắn có tính ánh kim. Brom là chất lỏng duy nhất dễ bay hơi đến nỗi khi đựng brom thì thường thấy lớp khói của nó bao phủ xung quanh. Lưu huỳnh là phi kim rắn có màu duy nhất. Các phi kim lỏng có tỷ trọng, nhiệt độ nóng chảy và nhiệt độ sôi rất thấp, và là chất dẫn nhiệt và dẫn điện kém. Các nguyên tố phi kim rắn có khối lượng riêng thấp, giòn hoặc dễ gãy, vỡ vụn với độ bền cơ học và cấu trúc thấp. Có thể dẫn điện kém, có thể dẫn điện tốt, tùy vào từng nguyên tố. 
Cấu trúc đa dạng và sự sắp xếp liên kết của các phi kim giải thích sự khác biệt về trạng thái vật chất. Những nguyên tử tồn tại dưới dạng nguyên tử rời rạc (ví dụ: xenon) hoặc phân tử (ví dụ: oxy, lưu huỳnh, brom) có xu hướng có nhiệt độ nóng chảy và nhiệt độ sôi thấp khi chúng được giữ với nhau bởi lực phân tán London (London dispersion forces). Đây là một loại lực liên phân tử yếu tác dụng giữa các nguyên tử và phân tử  của chúng, do vậy ở nhiệt độ phòng, chúng là chất khí. Các phi kim tạo thành cấu trúc khổng lồ, chẳng hạn như chuỗi có tới 1.000 nguyên tử (ví dụ: seleni), dạng lớp (ví dụ: carbon) hoặc mạng lưới ba chiều (ví dụ: silic), có nhiệt độ nóng chảy và nhiệt độ sôi cao hơn, vì cần nhiều năng lượng hơn để phá vỡ liên kết cộng hóa trị giữa chúng; do vậy, ở nhiệt độ phòng, chúng đều là chất rắn. Những nguyên tố ở gần bên trái của bảng tuần hoàn, hoặc xa hơn một cột, thường có một số tương tác á kim yếu giữa các phân tử hay các nguyên tử với nhau, phù hợp với tính chất vừa kim loại, vừa phi kim của chúng, gồm bor,  carbon, phosphor,  arsen,  seleni, antimon, teluri, và iod.
Tính dẫn điện, dẫn nhiệt và tính dẻo của phi kim rắn cũng liên quan đến sự sắp xếp cấu trúc bên trong. Trong khi độ dẫn điện và độ dẻo thường liên quan đến sự hiện diện của các electron chuyển động tự do và phân bố đồng đều trong kim loại các electron của phi kim thường thiếu tính linh động như vậy. Các nguyên tố phi kim dẫn điện và dẫn nhiệt tốt chỉ có ở carbon, arsenic và antimon. Mặt khác, tính dẫn nhiệt tốt chỉ có ở các nguyên tố bor, silic, phosphor và germani, dựa trên độ dao động của tinh thể. Độ dẫn điện trung bình có ở nguyên tố bor, silic, phosphor, germani, seleni, teluri và iod. Tính dẻo có ở carbon, phosphor, lưu huỳnh, seleni và các á kim.
Sự khác biệt về tính chất vật lý giữa kim loại và phi kim là do từ các lực nguyên tử bên trong và bên ngoài. Bên trong, điện tích dương có nguồn gốc từ proton trong hạt nhân nguyên tử có tác dụng giữ các electron của vỏ nguyên tử tại chỗ. Bên ngoài, các electron chịu lực hấp dẫn từ proton trong các nguyên tử lân cận. Khi ngoại lực lớn hơn hoặc bằng nội lực, các electron bên ngoài sẽ chuyển động tự do giữa các nguyên tử và mang đặc tính của kim loại, nếu không xảy ra điều này thì nguyên tố sẽ mang đặc tính của phi kim.

### Tính chất hóa học
| So sánh                                                 | Kim loại                                         | Phi kim                               |
| ------------------------------------------------------- | ------------------------------------------------ | ------------------------------------- |
| Độ âm điện                                              | Thấp hơn phi kim với một số ngoại lệ             | Trung bình đến rất cao                |
| Liên kết hóa học                                        |                                                  |                                       |
| Liên kết cộng hóa trị (ít gặp)                          | Thường gặp liên kết cộng hóa trị                 |                                       |
| Liên kết kim loại (hợp kim) giữa các nguyên tử kim loại | Liên kết cộng hóa trị giữa các nguyên tử phi kim |                                       |
| Liên kết ion giữa phi kim và kim loại                   |                                                  |                                       |
| Trạng thái oxy hóa                                      | Số oxy hóa dương                                 | Số oxy hóa âm hoặc âm                 |
| Oxide                                                   | Base và acid                                     | Acid, không có base                   |
| Dung dịch (nước)                                        | Tồn tại dưới dạng cation                         | Tồn tại dưới dạng anion hoặc oxyanion |

Các phi kim có giá trị độ âm điện từ trung bình đến cao. Trong các phản ứng hóa học, các phi kim có xu hướng tạo thành các hợp chất có tính acid. Ví dụ, các phi kim rắn (bao gồm cả á kim) phản ứng với acid nitric để tạo thành một acid hoặc một oxide acid hoặc có tính acid chiếm ưu thế.
Chúng có xu hướng nhận hoặc chia sẻ electron khi chúng phản ứng, không giống như kim loại có xu hướng "tặng" electron. Cụ thể hơn, với sự ổn định của cấu hình electron của các khí hiếm (có lớp vỏ bên ngoài ổn định), các phi kim nói chung thu được một số electron đủ để tạo cho chúng cấu hình electron của khí hiếm trong khi các kim loại có xu hướng mất electron, nhưng như thế lại là đủ để giúp chúng có cấu hình electron của khí hiếm. Đối với các nguyên tố phi kim, xu hướng này được tóm tắt trong quy tắc nhị tử và quy tắc bát tử (và đối với kim loại thì quy tắc 18 electron ít được tuân thủ chặt chẽ hơn).
Về mặt định lượng, các phi kim hầu hết có năng lượng ion hóa, ái lực electron, giá trị độ âm điện và thế khử chuẩn hơn kim loại. Nói chung, các giá trị này càng cao thì nguyên tố đó càng có nhiều đặc tính của phi kim.
Sự khác biệt hóa học giữa kim loại và phi kim phần lớn phát sinh từ lực hút giữa các hạt proton mang điện tích dương trong hạt nhân của một nguyên tử riêng lẻ và các electron bên ngoài mang điện tích âm. Từ trái sang phải, qua mỗi chu kỳ của bảng tuần hoàn, điện tích hạt nhân tăng khi số proton trong hạt nhân nguyên tử tăng lên. Bán kính nguyên tử giảm dần và điện tích hạt nhân tăng dần sẽ tạo một lực kéo các electron bên ngoài lại gần hạt nhân hơn. Trong kim loại, ảnh hưởng của điện tích hạt nhân nói chung yếu hơn so với phi kim. Trong liên kết hóa học, kim loại có xu hướng cho electron và hình thành các ion mang điện tích dương, trong khi đó phi kim lại có xu hướng nhận electron do điện tích hạt nhân mạnh hơn và hình thành nên các ion mang điện tích âm.
Số lượng các hợp chất được tạo thành bởi phi kim là rất lớn. Trong tài liệu của Số đăng ký CAS ngày 2 tháng 11 năm 2021, trong bảng "top 20" các nguyên tố thường gặp nhất trong 895.501.834 hợp chất được liệt kê, 10 vị trí đầu tiên đều là phi kim. Hydro, carbon, oxy và nitơ được tìm thấy trong phần lớn các hợp chất (80%). Silic, một loại á kim, đứng ở vị trí thứ 11. Sắt là kim loại phổ biến nhất, chiếm 0,14%, đứng ở vị trí thứ 12 trong bảng xếp hạng. Một vài ví dụ về các hợp chất phi kim là: acid boric (H
3BO
3), được sử dụng trong men gốm, selenocysteine (C
3H
7NO
2Se), acid amin, phosphor sesquisulfide (P4S3) có trong diêm, và teflon ((C
2F
4)n), được sử dụng trong lớp phủ chống dính cho chảo và dụng cụ nấu nướng.

### Các biến thể
Các phi kim ở hàng đầu tiên của mỗi khối trong bảng tuần hoàn có tính chất hóa học khá phức tạp. Những ngoại lệ này rất nổi bật ở hydro, bor (cho dù là phi kim hay á kim), carbon, nitơ, oxy và fluor. Ở các hàng sau, phi kim có xu hướng không đồng nhất khi đi dần xuống.

#### Chu kỳ 1
Chu kỳ 1 có nhiều khác biệt với các chu kỳ còn lại là do cấu hình electron của các nguyên tố. Hydro thường hình thành liên kết cộng hóa trị. Dung dịch có dung môi là nước, nguyên tử hydro mất electron độc thân để tồn tại dưới dạng ion hydro, để lại một proton trần có tính phân cực lớn. Do đó, ion hydro này tự gắn vào cặp electron không liên kết của nguyên tử oxy trong phân tử nước, hình thành nên tính chất của acid và base. Nguyên tử hydro trong phân tử có thể tạo liên kết hydro (một loại liên kết yếu), với nguyên tử hoặc nhóm nguyên tử trong phân tử khác. Sự liên kết như vậy "định hình tính đối xứng lục giác của bông tuyết, hình thành chuỗi xoắn kép của DNA; quy định cấu trúc 3 chiều của protein; và thậm chí còn làm tăng nhiệt độ sôi của nước lên đủ cao để pha một tách trà ngon".
Hydro, heli, và các nguyên tử từ bor đến neon trong bảng tuần hoàn có bán kính nguyên tử nhỏ bất thường. Nguyên nhân là do các phân lớp electron 1s và 2p không có phân lớp 0s và 1p và do đó chúng không chịu lực đẩy electron, không giống như các phân lớp 3p, 4p và 5p của các nguyên tố nặng hơn. Như một hệ quả, năng lượng ion hóa và độ âm điện của nguyên tố này cao bất thường. Bán kính nguyên tử của carbon, nitơ và oxy tạo điều kiện thuận lợi cho việc hình thành liên kết đôi hoặc liên kết ba.
Mặc dù trên cơ sở nhất quán về cấu hình electron thì vị trí của hydro và heli trong bảng tuần hoàn sẽ nằm trên vị trí của nguyên tố s. Đôi khi vị trí hydro ở trên flour, ở nhóm 17 (nhóm VIIA) hơn là trên lithi ở nhóm 1 (nhóm IA). Vị trí của nguyên tố heli thường ở trên neon ở nhóm 18 (nhóm VIIIA), thay vì trên beryl ở nhóm 2 (nhóm IIA).